# Oxie kyrka
Oxie kyrka är en kyrkobyggnad i Oxie cirka 11 km öster om Malmö centrum. Den är församlingskyrka i Fosie församling i Lunds stift.

## Kyrkobyggnaden
Kyrkan uppfördes på 1100-talet och räknas idag som Malmö kommuns äldsta kyrka. De enda delarna som är kvar sedan 1100-talet är långhusets norra och södra väggar. Den välbevarade ursprungliga sydportalen, vilken idag kan beskådas i nuvarande sakristian, har tillsammans med kyrkans dopfunt inom konsthistorien givit namn åt den anonyme Oxiemästaren. Takvalven slogs på medeltiden. Kyrkan har också fått ett trappgaveltorn.
År 1848 gjordes en omfattande om- och tillbyggnad av Carl Georg Brunius. Då fick kyrkan sina valv och korsarmar och kyrkans golv sänktes med en halv meter.
Åren 1899-1900 skedde en omfattande inre restaurering utifrån arkitekten Alfred Arwidius förslag. Kyrkan fick då en tidstypisk nygotisk inredning.

## Inventarier
- Altaruppsatsen har årtalet 1899.
- Dopfunten skapad av Oxiemästaren är ungefär lika gammal som kyrkan och är gjord i sandsten. Den har inhuggna figurer som föreställer lejon och vindruvsklasar.

- Dopfatet i mässing tillverkades på 1500-talet.
- Dopkanna är gjord av mässing och är ritad av silversmed W. Crona i Malmö. Dopkannan är även en gåva från söndagsskolan, år 1961.[1]

### Orgel
- 1855 byggde Sven Fogelberg, Lund en orgel med 10 stämmor. Orgeln såldes 1899 till Kverrestads kyrka.
- 1899 byggde Salomon Molander & Co, Göteborg en orgel med 15 stämmor.
- Den nuvarande orgeln byggdes 1958 av A. Mårtenssons Orgelfabrik AB, Lund och är en mekanisk orgel med ny fasad.

| Huvudverk I   | Svällverk II      | Pedal              | Koppel |
| Gedackt 8´    | Rörflöjt 8´       | Subbas 16´         | I/P    |
| Kvintadena 8' | Blockflöjt 4'     | Gedackt 8'         | II/P   |
| Principal 4'  | Principal 2'      | Nachthorn 4'       | II/I   |
| Flöjt 4'      | Cimbel 3 chor     | Rauschkvint 2 chor |        |
| Oktava 2'     | Regal 8'          |                    |        |
| Kvinta 1 1/3' | Crescendosvällare |                    |        |
| Mixtur 4 chor |                   |                    |        |

## Galleri
Invändigt Oxie kyrka i september 2013:

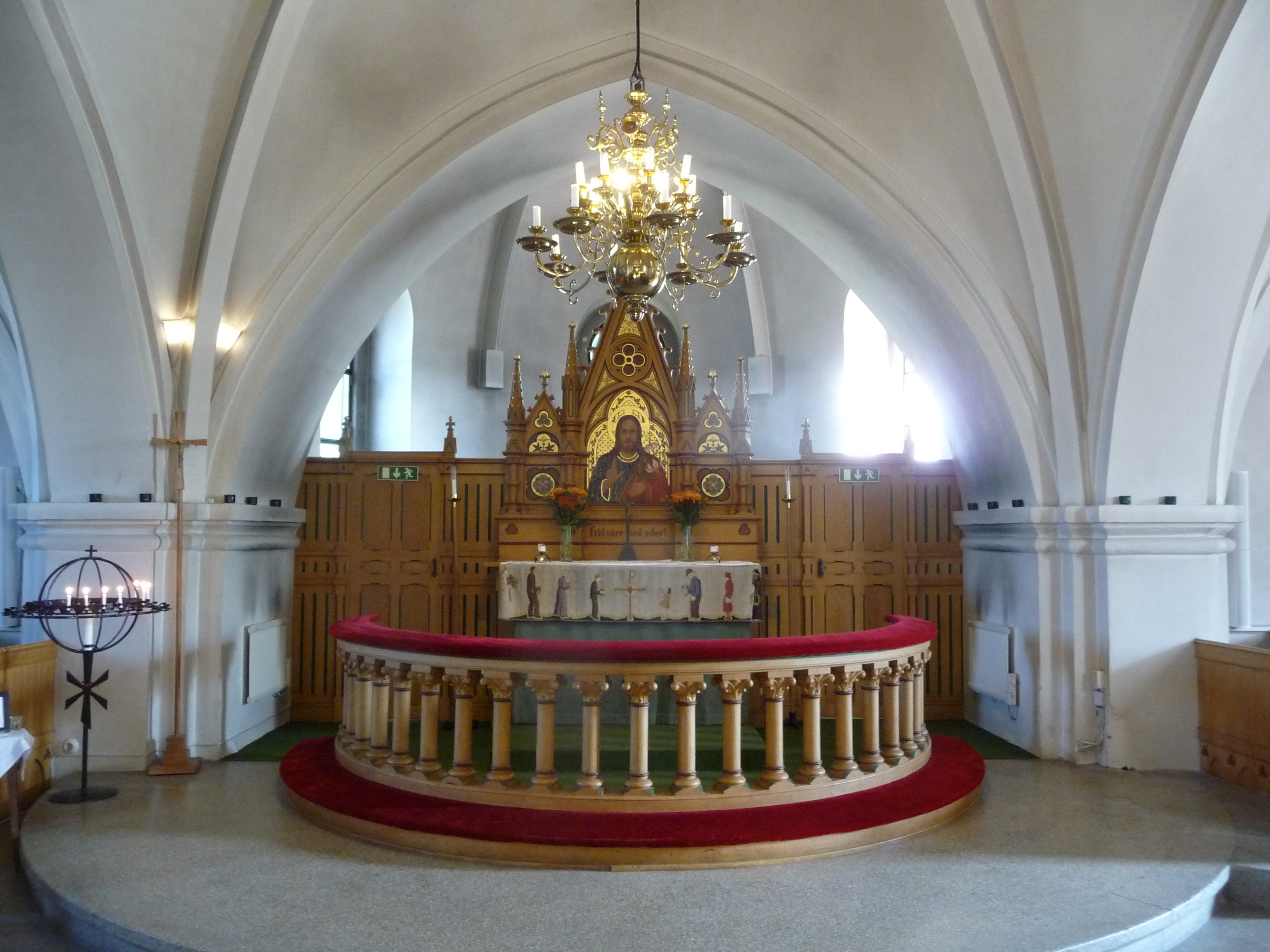
Altaret
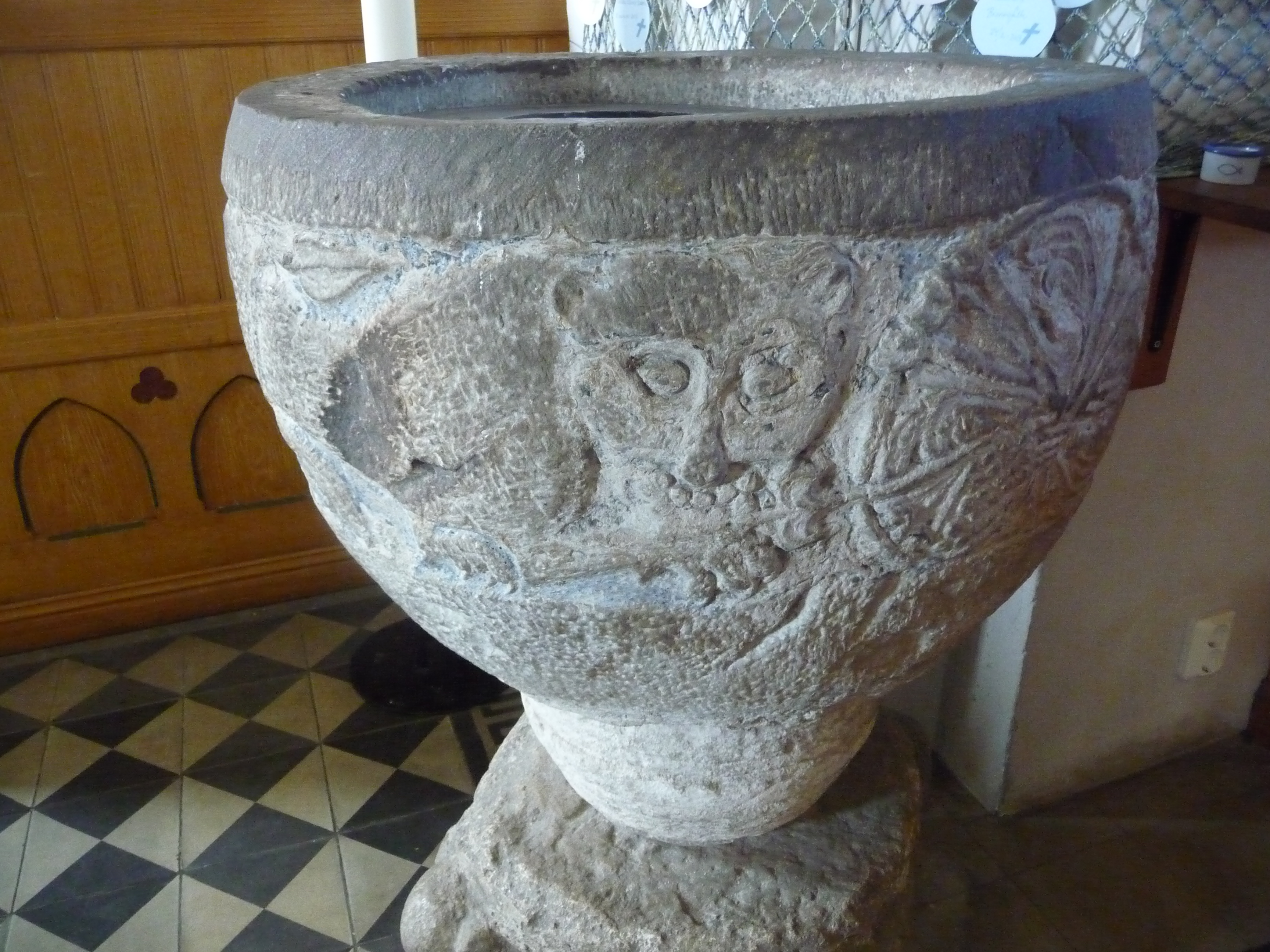
Dopfunten
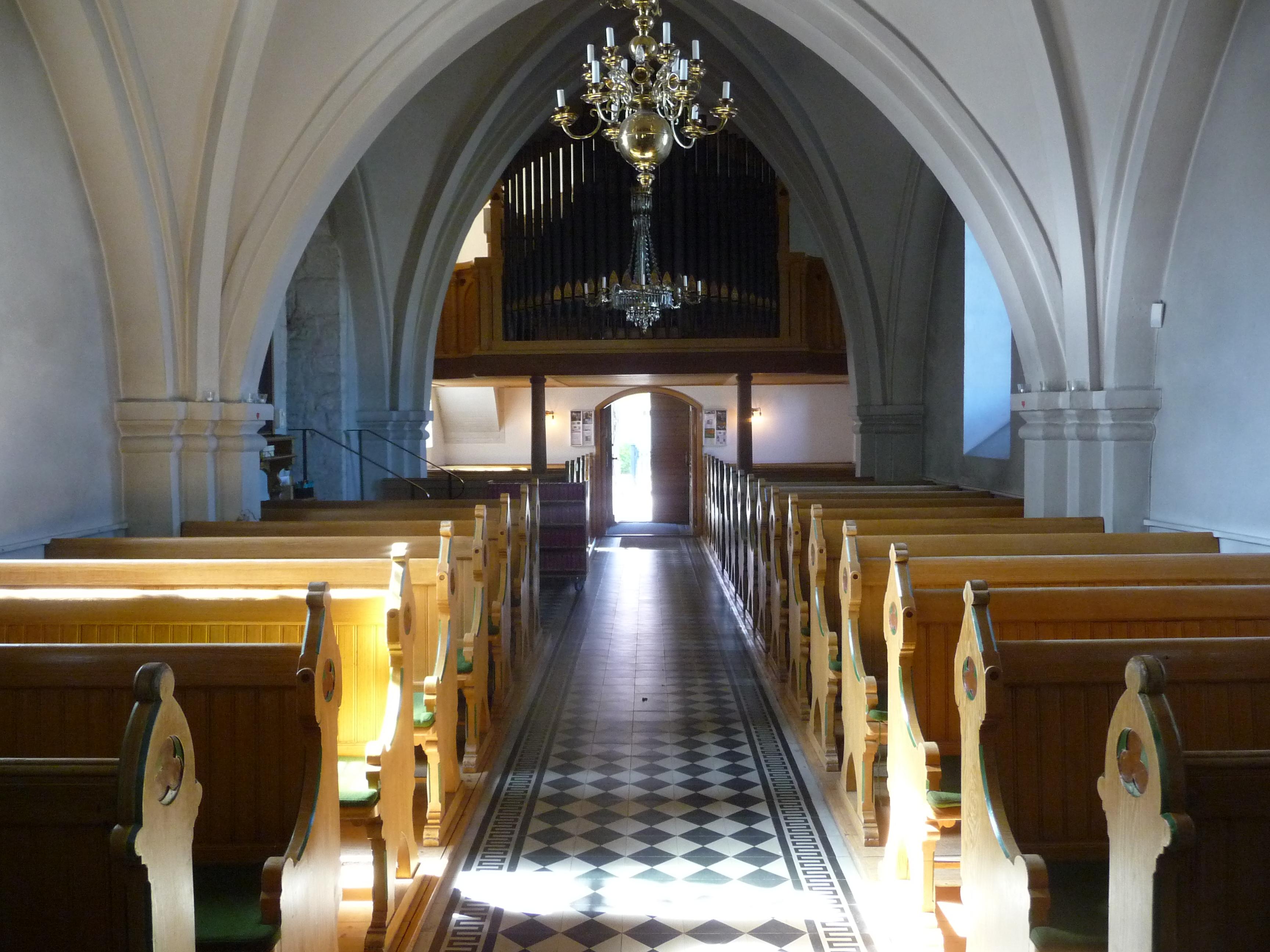
Interiör
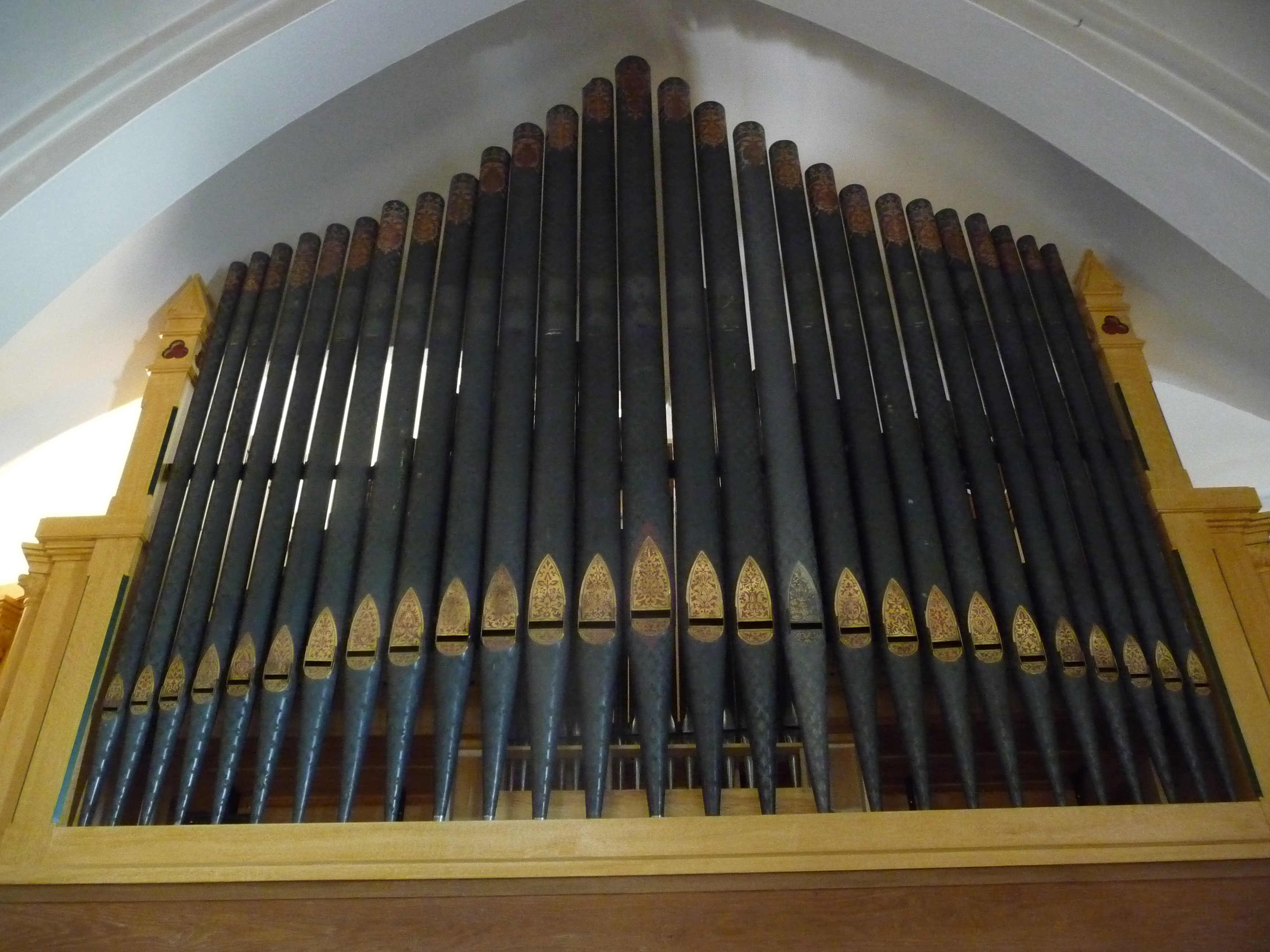
Orgeln
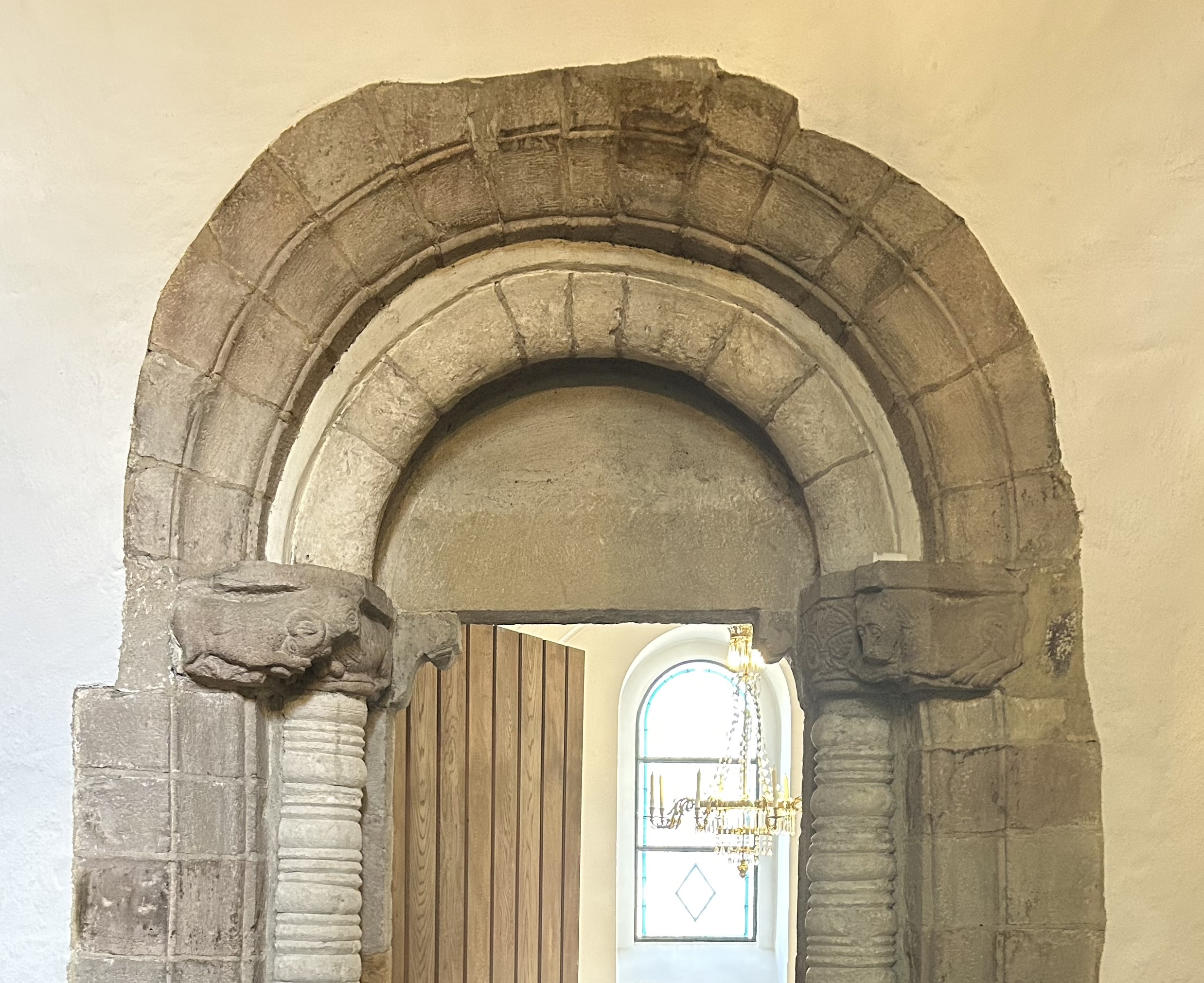
Sydportalen